# The Idiot's Lantern
"The Idiot's Lantern" é o sétimo episódio da segunda temporada da série britânica de ficção científica Doctor Who. Exibido pela primeira vez em 27 de maio de 2006 na British Broadcasting Corporation (BBC), o episódio foi dirigido por Euros Lyn e escrito por Mark Gatiss.
No episódio, Magpie (Ron Cook) vende televisores muito baratos, pois ele é refém d'A Rede (Maureen Lipman), uma alienígena que dispara raios da tela e toma tanto o rosto quanto a energia da alma das vítimas, que incluem Rose Tyler (Billie Piper). O Doutor—um alien viajante do tempo interpretado por David Tennant—deve salvar milhões de telespectadores em perigo antes que eles assistam a coroação da Rainha Elizabeth II.

## Enredo
O Doutor, pretendo levar Rose a uma participação de Elvis Presley em um programa em Nova Iorque, acidentalmente pousa a TARDIS nos arredores de Londres em 1953. Ao olhar ao redor eles notam que a maioria das casas têm antenas de televisão, o que Rose recorda ser raro nessa época. Eles questionam um comerciante local, Sr. Magpie, sobre o fato e são informados de que elas estão à venda para para comemorar a coroação da rainha Elizabeth II. Enquanto estão conversando, o Doutor e Rose presenciam uma pessoa sendo levada de sua casa à força, com a cabeça coberta por um lençol, pela polícia. Eles perguntam o que houve para os Connollys, uma família local, que lhes mostra a avó de Tommy Connolly, cujo rosto inteiro está faltando. Antes do Doutor conseguir descobrir mais coisas, a senhora é levada pela polícia. Ele então segue o carro policial a fim de descobrir para onde eles estariam a levando enquanto Rose investiga loja de Magpie. Ela encontra uma entidade que se autodenomina "a Rede", que na verdade é um alienígena que conseguiu escapar da execução em seu mundo ao se transformar em uma forma de vida elétrica. A Rede pretende consumir mentes o suficiente para recriar um corpo e planeja fazê-lo durante a coroação da rainha. Rose é incapaz de fugir antes que seu rosto seja roubado.
O Doutor encontra o local onde a polícia está mantendo as vítimas e enquanto ele conversa com os policiais, eles trazem uma Rose sem rosto. Irritado com a condição de Rose, o Doutor, com a ajuda de Tommy e do detetive inspetor Bishop, enfrenta Magpie em sua loja. A Rede se apresenta e tenta consumir o rosto dos três, mas o Doutor consegue usar sua chave de fenda sônica para impedir que ela roube seu rosto e o de Tommy. Ela, em seguida, foge para uma televisão portátil construída por Magpie, que vai em direção a estação de televisão Alexandra Palace. O Doutor e Tommy usam os equipamentos da loja de Magpie e a TARDIS para criar um dispositivo que possa capturar a Rede. O Doutor persegue Magpie, que conecta seu dispositivo portátil no transmissor, permitindo que a Rede consuma mentes enquanto o mata. O Doutor conecta seu dispositivo e captura a Rede, e então os rostos daqueles que foram consumidos retornam ao normal. Ele mostra a Tommy que prendeu a Rede em uma fita Betamax, e diz para Rose que o lembre que ele deve gravar algo por cima do conteúdo. O Doutor dá à Tommy a lambreta que usa ao longo do episódio, e ele e Rose comemoram a coroação com o resto da cidade.

## Exibição e recepção
O episódio foi exibido pela primeira vez em 27 de maio de 2006 pelo canal BBC One quando foi assistido por 6,8 milhões de pessoas, o que levou Doctor Who a ser o décimo oitavo programa com mais telespectadores da semana. "The Age of Steel" obteve um índice de aprovação de 84% por parte do público.
Ian Berriman da revista SFX qualificou o episódio com quatro pontos de um máximo de cinco, chamando a trama principal de "bastante irreal" e notando que ela não irá agradar o telespectador que gosta de tudo explicado. No entanto, ele descreveu "The Idiot's Lantern" como "agradável" e elogiou a direção de Euros Lyn. Berriman considerou que o sub-enredo da família Conolly foi a melhor parte do episódio. A falta de lógica e a história "marginalmente interessante" de um episódio "extremamente bizarro", levaram Ahsan Haque da IGN a dar ao episódio uma nota 6,8 de um máximo de 10. O critico do site Digital Spy, Dek Hogan, ficou desapontando com "The Idiot's Lantern", principalmente pelo fato dele ter gostado do último episódio escrito por Gatiss, "The Unquiet Dead". Ele disse que o maior problema foi o enredo que parecia já ter sido usado antes, afirmando que o episódio pareceu mais com "um pastiche de Doctor Who" do que com a série em si. Ele também criticou a atuação de Lipman e a sub-trama envolvendo o pai de Tommy. Stephen Book do jornal The Guardian comentou que esse foi um dos episódios da temporada de que ele não gostou, dizendo que o mesmo foi "inteligente demais e da mesma maneira enfadonho".